# 熊谷公博
熊谷 公博（くまたに きみひろ、1949年（昭和24年）7月12日 - ）は、日本のバリトン歌手。徳島文理大学音楽学部教授。
愛知県立芸術大学音楽学部声楽科卒業。イタリア国立ブレーシャ音楽院卒業。イタリア国立ミラノ音楽院ソロ科修学。香川県高松市（女木島）出身。

## 経歴
愛知県立芸術大学音楽学部声楽科を卒業後、イタリア国立ブレーシャ音楽院へ留学。イタリアでは、1979年にミラノのピッコラスカラ座でシューベルトの歌曲集「白鳥の歌」に出演した他、フィレンツェの皇帝の丘メディチ家大ホール、パヴィーアのフラスキーニ歌劇場などで演奏会やオペラ公演に多数出演する。
1981年、ブレーシャ音楽院卒業後、ミラノ音楽院ソロ科修学。これまでに声楽を中西洋三、竹内肇、下野昇、小島琢磨、R・グワリーニ、G・ロッシ、P・M・フェッラーロ、星出豊に師事。
帰国後は四国二期会に所属し、オペラ「フィガロの結婚」のフィガロ、「コジ・ファン・トゥッテ」のグリエルモ、「魔笛」のパパゲーノ、「ドン・ジョヴァンニ」のドン・ジョヴァンニ、「電話」のベン、「宇宙人がやって来た」の国語の先生、「イル・カンピエッロ」の騎士アストロフィ、「4人の頑固者」のルナルド、「那須与一」の大八郎、「脳死をこえて」の久美子の父・正、「蝶々夫人」のシャープレスなど、数多くのオペラに出演。

## 出演

### CM
- さぬき市 UターンPR MV 01: オペラ編「帰っておいでよ さぬき市へ！/熊谷公博 feat 愉快な仲間達」（2022年）

## 所属学会
- 全四国音楽学会理事
- 四国二期会副理事長（1987年就任、現在は退会）